# Walther Eltester
Walther Eltester (* 18. April 1899 in Hohenlandin bei Angermünde; † 4. Dezember 1976 in Tübingen) war ein deutscher evangelischer Theologe. Sein Schwerpunkt waren Kirchengeschichte und Neues Testament.

## Leben
Walther Eltester besuchte das Gymnasium in Potsdam, nahm von 1915 bis 1918 als Freiwilliger am Ersten Weltkrieg teil und studierte anschließend Evangelische Theologie an den Universitäten zu Jena und Berlin, wo er 1924 den Lizenziat erreichte. Anschließend arbeitete er als wissenschaftlicher Hilfsarbeiter in der Kirchenväterkommission der Preußischen Akademie der Wissenschaften und als Dozent für Kirchengeschichte an der Universität Berlin. 1940 wurde er zum beamteten Professor und Universitätsdozenten ernannt, 1945 zum außerordentlichen Professor und 1947 zum ordentlichen Professor. Von 1946 bis 1949 war er Dekan der Theologischen Fakultät der Berliner Universität.
1949 wechselte Eltester an die Universität Marburg, 1955 als außerordentlicher Professor an die Universität Tübingen, wo er 1956 zum ordentlichen Professor ernannt und 1966 emeritiert wurde.
Eltester war Spezialist für das frühe Christentum und dessen Beziehungen zur heidnischen Philosophie und zum Judentum. Er verfasste mehrere Monografien, Aufsätze und Artikel. In seiner Berliner Zeit war er einer der engsten Mitarbeiter des Kirchenhistorikers Hans Lietzmann. Er war einer der Herausgeber der Publikationsreihe Texte und Untersuchungen zur Geschichte der altchristlichen Literatur.